# 軒轅劍外傳 蒼之濤
《軒轅劍外傳 蒼之濤》是台灣大宇資訊所制作的角色扮演遊戲，於2004年2月6日在台湾發行，2004年2月14日在中国大陆发行。故事發生於中國東周的春秋時代及一千年後前秦與東晉的淝水之戰。「蒼之濤」取意於「歷史蒼莽的波濤」，意在表達人相對於滾滾歷史長河之時的渺小。

## 遊戲介紹
蒼之濤採用了軒轅劍肆的三維引擎，畫面解析度提升到800x600。改進了「天書」系統。

### 天書系統
本作中的天書系統得到了進一步改良，並且增加了下列建築物：
機關工房
為了配合本作中登場的木甲術而登場的建築物，車芸能夠在裡面生產木甲修復道具和木甲攻擊武器。
轉生台
於DOMO支線任務中可獲得，相當於前作中水鏡等人前往鳳凰洞後得到以封印之蛋「召喚魔王」的能力，不過本作的轉生台不僅能召喚魔王，也能召喚於本作剛開始車芸不能收服的小怪物。
另外，前作中僅能購買金屬，導致玩家容易因為缺木材和缺煤炭導致無法生產或建築的狀況，也在本作中藉由將NPC金屬商人改為NPC材料商人而獲得改善。

### 木甲（雲狐）
這個系統是正傳中機關術戰鬥系統的改良版，將原來龐大的機關變小，外觀也改成狐狸的形狀。遊戲女主角車芸是操縱這一機關的人。她具備修理木甲的能力。戰鬥中，敵方只攻擊木甲，而不會攻擊車芸。雲狐在正常遊戲中不會死亡，但是有損壞的可能，在車芸單獨作戰情況下，雲狐損壞即會遊戲結束。
不過，如果隊伍中有其他人的存在，車芸依舊可以行動，並且獨自修理雲狐。
遊戲敵人中也不乏其他木甲，車芸可以以偵查術獲取敵方木甲的「木甲點」，木甲點用來給雲狐添加新技能。另外，修復木甲的道具也只能通過天書製造。

### 戰鬥系統
本作中，戰鬥系統沿用自軒肆，是以行動速度決定攻擊順序的半即時制，大宇官方定名為「時間閘系統」，除了在操作介面上略有些改進外，整體來說與軒肆相去不遠。
另外在本作中的戰鬥系統有一點和軒肆不同：奇術等各種招式並不會讓敵人的時間閘序列後退，只能使用一般攻擊或者是絕招讓敵人的時間閘後退。

## 游戏剧情
故事發生在春秋時期（前629年），講述一位受過刖刑的令狐國少女車芸，透過自己的努力，發展了祖傳的木甲機關術，並製造了木甲機關獸「雲狐」。在面臨晉國大軍壓境時，以自己的行動替家族洗冤。隨後結識了從一千年後返回春秋時期的「慕容詩」（遊戲中也稱「嬴詩」，「秦奴」）和同是從一千年後返回的「桓遠之」。當時，嬴詩成了晉文公「姬重耳」的貼身侍衛，而桓遠之任晉國太辰宮九龍子之四的「負屭（音：夕）」。他在五嶽之上建立其所謂「維持晉國強盛」的「五嶽陣結界」，而此時來歷不明的「七曜使者」正在破壞結界。遊戲前半部分以替嬴詩尋找六件「夏后祭器」，卻處處被「七曜使者」搶先，最終只拿到其中兩件。
遊戲中各方的關係錯綜複雜。本作原始的歷史是淝水之戰中，秦戰勝晉（即遊戲開場動畫所描繪），產生了不滿於胡人統治中原的桓遠之，桓遠之回到春秋時期，通過五嶽陣結界從外部修改太一之輪，讓晉戰勝秦。從而產生秦國的慕容詩。慕容詩用另外的方法回到過去，改動太一之輪。因為國名相同，導致春秋時期的秦戰勝晉，過早的統一天下，產生了不堪秦國殘暴政策的「七曜使者」。
桓遠之建立五嶽陣結界和嬴詩的夏后祭器都是直接或間接修改遠在昊天界「太一之輪」的途徑。而太一之輪掌管天地間所有生剋，修改太一之輪，就能修改後來的歷史。而「七曜使者」此行的目的是以犧牲自己為代價，在抹去秦與晉相關的修改後封印太一之輪，使歷史退回開場動畫所描述的「歷史原點」。
遊戲最後，桓遠之未能放下民族大義，冒著太一殿即將關閉的風險，進入其中，在太一之輪被封印前成功刻下「晉克秦」，並失手殺死阻止他行為的車芸。不過，他也被關在太一殿中孤獨一千年。

## 人物介紹
- 車芸

主角之一，令狐國的少女，其祖父研究木甲術，卻被政敵所迫害，以致車氏全家被殺，而車芸則因有人買通地方官員才逃過被殺的厄運，只被砍去雙足，需以木製義肢來行走。之後她繼續秘密研究祖父的木甲術，誓要效忠國家，為祖父及家人平反，後來她製成了木甲獸“雲狐”。然而，天真的願望卻敵不過現實，令狐國最後被晉國滅亡了，車芸在桓遠之和嬴詩的幫助下逃了出來，並和兩人一起行動，只是在國家大義面前，車芸的願望再次被打擊，而這次桓遠之更因為車芸想阻止其改變歷史而錯手殺了她。
- 嬴詩

真名慕容詩，後燕皇帝慕容垂孫女，秦穆公的義女，效忠晉國，晉國人辱稱她為“秦奴”，為了行動方便，自稱是夏朝專管祭祀的涂山氏後代。擅長劍術，其後與車芸同伴，二人情同姊妹，她對車芸有某種“一見如故”的親切感覺。其實她是車芸的後世之一。遊戲中可供玩家控制的慕容詩來自一千年後前秦戰敗的世界（也就是我們所知道的歷史）。
- 桓遠之

晉國太辰宮九龍子中的肆龍子，身穿白衣的祭司，擅長使用幻術。他曾被車芸所救，後來送給車芸製作“雲狐”的材料。在晉兵攻打令狐國時，車芸被擄，他秘密地把雲狐交還予車芸。在後面的情節中他多次為車芸脫險，而為其他太辰宮成員所嫉恨。
遊戲中的桓遠之來自一千年後晉國於淝水之戰中戰敗的世界，其回到過去的目的，就是為了用五嶽陣結界讓晉國聚集「王霸之氣」，從外部修改「太一之輪」，刻下「晉剋秦」，改變東晉遭前秦所滅的命運。
- 晉文公

真實歷史人物，春秋五霸之一，最終被太辰宮所派遣的刺客所殺害。
- 秦穆公

真實歷史人物，春秋五霸之一。
太辰宮九龍子
晉國地處北方之地，常與狄戎交雜，晉國內巫師勢力強大，這些狄戎巫師們後來被晉國的「太辰宮」中的太辰大人一一網羅，掌管許多國君畏懼三分的神秘法術。晉楚城濮之戰時，他們隨晉國大軍作戰，以法術擊敗當時天下無敵的楚國大軍，替晉國奪得天下霸權。
- 領導者「太辰大人」郭偃

晉國實際掌權者，用晉文公的名義尊王攘夷，且利用晉文公曾在諸國流浪受人侮傉為藉口四處征討各國，架空晉文公，成為傀儡君主，擅於卜卦，並得知秦國會一統天下，所以接受肆龍子的意見，在五獄山上佈下五嶽陣結界，吸收諸國王霸之氣，以利晉國一統天下。
- 壹龍子「睚眥」

九龍子中實力最強，地位僅次於郭偃，由於師徒名分，參龍子「螭吻」、肆龍子「負屭」和玖龍子「嘲風」也為他所管。曾在太室山上的黃麟結界，單獨擊敗了一名企圖摧毀黃麟結界的七曜使者，最後被月曜使者殺死。
- 貳龍子「囚牛」

九龍子中實力最弱，但在太辰宮地位甚高。原是晉國太史。
- 參龍子「螭吻」

擅使水系之寒冰法術，由於師徒名分，與肆龍子「負屭」和玖龍子「嘲風」為師兄弟關係，最後被月曜使者殺死。
- 肆龍子「負屭」：

即桓远之。
- 伍龍子「蒲牢」：

原為山戎出生，與陸龍子「霸下」、柒龍子「狻猊」、捌龍子「狴犴」合稱「山戎四巫神」，由於桓遠之來到太辰宮奪取了他的地位，甚至位階還在他上面，因此對桓遠之抱著強烈的敵意，處心機慮的想要將他剷除，在太室山上被嬴詩殺死。
- 陸龍子「霸下」：

擅長土系之落石法術，由於山戎出生，與伍龍子「蒲牢」、柒龍子「狻猊」、捌龍子「狴犴」合稱「山戎四巫神」，在太室山上被嬴詩殺死。
- 柒龍子「狻猊」：

擅長與捌龍子「狴犴」施展聯合法術，也是山戎出生，與伍龍子「蒲牢」、陸龍子「霸下」、捌龍子「狴犴」合稱「山戎四巫神」，在太室山上被嬴詩殺死。
- 捌龍子「狴犴」：

擅長與柒龍子「狻猊」施展聯合法術，山戎出生，與伍龍子「蒲牢」、陸龍子「霸下」、柒龍子「狻猊」合稱「山戎四巫神」，在太室山上被嬴詩殺死。
- 玖龍子「嘲風」：

擅長操作怪物，也具有召喚怪物的能力，與桓遠之很要好，無時無刻不幫著桓遠之，由於師徒名分，與肆龍子「負屭」和參龍子「螭吻」為師兄弟關係，年紀與車芸差不多，最後被月曜使者殺死。
七曜使者
七曜使者是從一個不存在歷史中來的七位神秘人物，為了避免他們所存在的那段歷史發生而到遊戲中所發生的歷史中來阻止任何人修改歷史。依據火曜使者刺殺秦穆公時的對白，應是來自崤山之戰的四百年後，即相當於歷史中秦始皇所在的年代。
- 日曜使者 項楚

荊族，虚构人物，與前秦皇帝苻堅是同一靈魂不同歷史的人，土曜使者的老友。封印太一之輪後，因來自的歷史時空不復存在而消失。
- 月曜使者 檀越之

楚国华夏族，日曜使者的義子，七曜使者中實力最強的人。因為幼時戰亂留下陰影，所以為了建立他所謂的「理想」國度，用伏琴心法操控自己的夥伴，使七曜使者內部混亂，間接導致眾人傷亡。太一神殿前為主角一行所敗，被項楚告知即便諸般作為，理想國度的時空仍是不可能發生，終究是消失命運之後，自殺身亡。
- 金曜使者 拓跋淵

鲜卑族，在一次戰鬥中受了重傷，失去語言能力，兵刃為軒轅劍，是遊戲中實力最強的劍士，同時是苻殷的戀人。昊天界中被伏琴心法支配，與主角一行、苻殷對戰時，被苻殷施法貫穿心脈死去。
- 木曜使者 苻殷

氐族，項楚的義女，擅長使用天書，拓跋淵的戀人，是車芸的轉世，與慕容詩是兩個平行歷史中同一靈魂的人。與主角一行同拓跋淵對戰時，因車芸垂危、慕容詩命危，靈魂有所感應，不知所措中，急忙擋下拓跋淵刺向慕容詩的一劍，再施法貫穿拓跋淵心脈，隨後死去。
- 水曜使者 慕輿柔

鲜卑族，項楚的義女，檀越之的戀人。昊天界中勸檀越之放棄執念不成，反被伏琴心法支配。因事前解除苻殷所中心法，並約定好遭支配時，讓苻殷給予致命一擊。短暫清醒後逝去。
- 火曜使者 欒提熾

匈奴族，佩兵為火焰刀，為人忠誠，是七曜使者中對項楚最為忠心的人，但個性鹵莽，相當仇視秦人。在昊天界的變故中以一敵四（對方是月曜、土曜、金曜、木曜四人，土曜、金曜、木曜被月曜以伏琴心法支配），拚命保護被月曜和金曜重傷的日曜使者而戰死。
- 土曜使者 墨衡

华夏族，與桓遠之擁有同一靈魂，原為秦國的首席機關師，後來受項楚的勸戒，意識到自己的錯誤行為，轉投到項楚帳下，幫助抵禦秦國的入侵，七曜使者的怪異甲冑即為他所製造，同時明顯提升了他們的作戰能力。封印太一之輪後，因來自的歷史時空不復存在而消失。
其他配角
- 疾鵬仙人

即《楓之舞》和《軒轅劍肆》中的疾鵬，幫助桓遠之回到春秋時代，也告訴其五嶽陣結界的存在，並把天書交給他。
- 留侯夫人

即《軒轅劍肆》中的水鏡，幫助慕容詩（嬴詩）回到春秋時代的人。
（遊戲中並未說明留侯夫人的身分，但在《雲之遙》的蘭茵篇中，藉由登場角色多鵬的描述，可得知留侯和留侯夫人便是指《軒轅劍肆》的姬良和水鏡。）
- 雲中界之主

即《軒轅劍肆》中的犀衍，為了達成「諧律」理想而幫助七曜使者回到春秋時代並要求他們用上古十神器中的昊天塔封印太一之輪之人。
- 壶中仙（二代目）

即《軒轅劍肆》中的姬良（後改名為張良），亦即留侯，是云中界之主犀衍的师弟，与其师兄协力完成师尊的遗愿。
遊戲中，七曜使者之所以會得到雲中界主人的幫助，是因為雲中界原主人壺中仙的理想會受到太一之輪的影響而失敗，所以才給予七曜使者幫助。壺中仙的夢想乃是藉由上古神器所創造出來的雲中界，來合併原本軒轅劍肆所在的世界，最後達成完美的世界統一的理想，使得人與妖魔不再有紛爭。太一之輪一旦被修改，會對時空中的世界產生影響，造成相對應相刻的關係，並且會產生「漣漪」。漣漪會影響各世界的諧律，並且平復漣漪需要很長的一段時間，然而壺中仙所希望的雲中界合併世界的理想，是需要兩世界的諧律同步，才能達成世界合併結果，故而壺中仙才會協助七曜使者幫助封印太一之輪，以免世界的諧律受到太一之輪因修改而產生漣漪的影響。

## 世界观

### 名詞介紹
太一之輪
太一之輪的名字和十大神器中的東皇鐘一樣源自於上古中國傳說中的天帝之名「東皇太一」。雖然在劇中主要的角色是改變歷史走向，但在劇情結束前桓遠之的台詞中也有提到，太一之輪並非單純只能修改歷史朝代生剋關係，也能夠改變所有的生剋，比方說水剋火之類的屬性生剋。在蒼之濤故事的最後被昊天塔封印。在後續系列作軒轅劍陸中，太一之輪被認定是原上古十大神器之一，因被昊天塔封印而被昊天塔取代其地位。（關於軒轅劍系列中的上古十大神器，請參考軒轅劍的世界觀。）
夏祭器
夏朝祭祀天地四方的祭器，總共有六件，分別名為朱雀之璋、玄武之璜、青龍之圭、白虎之琥、黃麟之琮、蒼螭之璧，雖然是祭器，不過只要有其中三件，在昊澤邊唸動咒語，便能前往太一之輪所在的昊天界。
五嶽陣結界
晉國太辰宮傳下的古老陣法，在五嶽上設置陣法後，只要在一定的期間內陣勢不被破壞，就能夠吸取各大國的「王霸之氣」，並且讓施陣之國取得天下──實際上，五嶽陣結界擁有從外部改變太一之輪的能力。
昊天界
存放太一之輪的「太一神殿」所在之處，獨立於現實世界（軒轅界）的一個次元，必須在現實世界的昊澤中，以三樣夏后祭器，再唸動咒語之後才能前往。

### 平行历史
本作中DOMO小组加入了平行历史的假想，并且剧情中的各方的冲突和矛盾也无不源自于平行历史。
在本作中，平行历史只有在修改太一之轮时才会产生，当每一次修改太一之轮，都会对今后的历史进行改写，只要在刻下的生剋關係在其後五年內沒有被修改，就會成為宇宙間恆久不變的通則。但另一方面，只要能夠穿越時空回到這個時間點之前，就有機會修改太一之輪令歷史發生變化，一般而言修改者會隨著其所來自的歷史一同消失。
在本作中，共有三段平行历史：
- 历史一，未被任何修改的历史，如本作的开头动画中所展现的，淝水之战苻坚大败晋军，統一天下建立黃金盛世，之後並未出現唐王朝。[6]遊戲中登場的桓远之来自于此历史。
- 历史二，太一之轮被桓远之修改为晋剋秦，亦是我们现在经历过的历史，淝水之战以苻坚的失败而告终。遊戲中登場的慕容诗来自于此历史。（也就是說，遊戲中的慕容詩與開頭動畫中的幕容詩嚴格來說並非同一人）
- 历史三，太一之轮被來自歷史二的慕容诗修改为秦剋晋，卻意外導致秦國提早於春秋時代統一天下，並以機關術四處進行侵略。七曜使者来自于此历史。

平行历史的假想并没有任何科学依据，在剧情中透過神器的設定來自圆其说。
在太一之輪開始運轉之後，雖然不存在的歷史也不會繼續存在，但桓遠之在前往春秋戰國時代時因為有神器崑崙鏡的守護，因此並不會因為歷史一「秦滅晉」的消失而導致來自此歷史的桓遠之消失。

## 反映

### 正面反映
- 该作的结局被许多玩家评为「國產遊戲十大經典結局」[7]之首。鉴于先前有大量玩家建议将《天之痕》推上榜首，“十大”将天之痕的两个结局都收录进去。
- 將春秋時代的「秦晉」之戰（晉文公與秦穆公的「崤山之戰」），與五胡時代的「秦晉」之戰（前秦、東晉的「淝水之戰」）結合，透過這相隔約一千年的巧合，配上秦晉兩個名字的彼此生剋，極富巧思創意。

### 負面反映
- 由於「平行時空」交錯觀念，對許多玩家而言過於艱深複雜；加上遊戲中歷史感沉重，也缺乏能和緩緊張情緒的甘草型人物（如《軒四》的砍頭三人組、《雲之遙》的多鵬這一型），導致本作雖然一片好評，但也不少玩家反映看不太懂劇情的來龍去脈。因有這些反映，故促使DOMO小組檢討以歷史為主的內容，也因而在續作「軒轅劍伍 一劍凌雲山海情」大幅調整；但徹底捨棄歷史性劇情的傳統，結果反而意外更得不到玩家的認同，再加上其他程式、界面、美術風格方面的問題，讓《軒五》發行之初評價幾乎一面倒的糟糕。
- 本作中其中一個和軒轅劍網路版互相結合的DOMO支線任務，由於步驟繁瑣，加上有些玩單機版軒轅劍的人並不會去玩網路版，而引發批判聲浪。（不過此任務可以透過修改登錄檔「騙」遊戲系統而完成）

## 動畫化
2015年，大宇資訊宣佈與日本東京電視台及智寶國際，製作動畫《軒轅劍·蒼之曜》，於2018年10月起在日本、台灣及中國三地同步播映。

## 外部連結
- 《蒼之濤》官方網頁 （页面存档备份，存于）